# Grace Bradley
Grace Bradley (New York City, 21 settembre 1913 – Dana Point, 21 settembre 2010) è stata un'attrice statunitense.

## Biografia
Nata a Brooklyn, figlia unica, studiò pianoforte e danza. Nel 1930 debuttò a Broadway nel coro del musical Ballyhoo, un'esperienza teatrale ripetuta nel 1933 con la commedia musicale Strike me Pink (1933). Grace Bradley faceva di sera la ballerina e la cantante nel Paradise Club, dove fu notata da un dirigente di Hollywood. Iniziò così la sua carriera cinematografica con piccoli ruoli nei musical Tip Tap Toe (1932), Too Much Harmony (1933), interpretato da Bing Crosby, La maniera di amare (1933), con Maurice Chevalier. In dieci anni interpretò una trentina di film, raramente da protagonista, fino a Taxi, Mister (1943), con il quale abbandonò le scene a soli trent'anni. 
Nel maggio del 1937 aveva conosciuto il popolare attore western William Boyd, di vent'anni più anziano e con quattro matrimoni alle spalle, ma suo idolo fin dall'adolescenza. Si sposarono il successivo 5 giugno e rimasero insieme fino alla morte di lui, avvenuta nel 1972. Grace Bradley morì a 97 anni, il giorno stesso del suo compleanno, e fu sepolta accanto al marito nel Forest Lawn Memorial Park di Glendale.

## Filmografia parziale
- Tip Tap Toe (1932)
- Too Much Harmony (1933)
- La maniera di amare (1933)
- La fanciulla senza casa (1933)
- I sei mattacchioni (1934)
- Come On, Marines!  (1934)
- Zampa di gatto (1934)
- Il giglio d'oro  (1935)
- Dangerous Waters (1936)
- Volo nella bufera (1936)
- Three Cheers for Love (1936)
- Sitting on the Moon (1936)
- La jena di Barlow (1936)
- Anything Goes (1936)

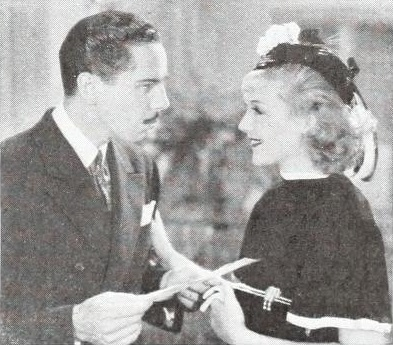
Con Roger Pryor in Sitting on the Moon

- Corpo militare britannico in Oriente (1937)
- Baciami così (1937)
- Il fantasma cantante (1937)
- Romance in the Run (1938)
- L'orma rossa (1941)
- Magia della musica (1941)
- Brooklyn Orchid, regia di Kurt Neumann (1942)
- Taxi, Mister (1943)